# SN 1997bl
SN 1997bl – supernowa typu Ia odkryta 7 marca 1997 roku w galaktyce A124021-1144. W momencie odkrycia miała maksymalną jasność 21,50m.